# Florence Gravellier
Florence Alix-Gravellier, née le 23 janvier 1979 à Bordeaux, est une joueuse française de tennis en fauteuil roulant, professionnelle entre 2002 et 2010.

## Carrière
Florence Gravellier est atteinte d'une malformation de la hanche. Elle a fait ses études à l'Institut d'études politiques de Bordeaux et à l'université Columbia du Sud. Elle découvre le tennis fauteuil en 1996 avant de débuter les compétitions en 1999 et de jouer à plein temps à partir de 2002. Elle devient en 2005 la première joueuse française à obtenir le statut de professionnelle.
Elle participe aux Jeux paralympiques d'été de 2004 et aux Jeux paralympiques d'été de 2008 ; elle est lors de ces derniers Jeux médaillée de bronze en simple dames et en double dames avec Arlette Racineux. Elle a remporté 6 titres de championnes de France, le premier en 2002.
Elle remporte le double dames de l'Open d'Australie 2005 avec la Néerlandaise Maaike Smit. En fin d'année, elle est finaliste en simple et en double du Masters. Elle est finaliste en simple dames et en double dames aux Internationaux de France de tennis 2007 avec la Japonaise Mie Yaosa. Cette année-là, elle est aussi finaliste du simple dames de l'US Open. En 2007 et 2008, elle est vice-championne du monde par équipe.
En 2010, elle remporte à nouveau l'Open d'Australie en double dames avec la Néerlandaise Aniek van Koot et est finaliste du tournoi simple dames. Elle signe également cette année-là un doublé à l'occasion de l'Open du Japon, catégorisé Super Series.
Elle met un terme à sa carrière de joueuse professionnelle en 2010.
Après avoir occupé divers postes chez Adecco, puis Audencia , Florence est désormais auteure et conférencière indépendante. Elle travaille sur plusieurs projets de sensibilisation à la différence visible et invisible.

## Palmarès

### Jeux paralympiques
- médaillé de bronze en simple en 2008
- médaillée de bronze en double dames en 2008 avec Arlette Racineux

### Victoires dans les tournois du Grand Chelem
- Open d'Australie :
  - en double dames en 2005 avec Maaike Smit et en 2010 avec Aniek van Koot

### Finales dans les tournois du Grand Chelem
- Open d'Australie :
  - en simple en 2010
  - en double dames en 2007 avec Mie Yaosa
- Roland-Garros :
  - en simple en 2007
  - en double dames en 2007 avec Korie Homan
- US Open :
  - en simple en 2007
  - en double dames en 2009 avec Daniela Di Toro